# Codename: Sailor V
Codename wa Sailor V (コードネームはセーラーブィ Kōdo Nēmu wa Sērā Bui?, Nombre en clave Sailor V) es un manga creado por Naoko Takeuchi en 1991. El manga narra las aventuras de Minako Aino, una estudiante de secundaria que descubre tener poderes mágicos con los que debe defender la Tierra. Codename: Sailor V establece las bases para su popular secuela Sailor Moon.

## Argumento
Minako Aino es una adolescente de 13 años, de carácter muy irreverente, no muy buena estudiante y que se afana por conseguir un novio. Su vida cambia cuando Artemis, un gato blanco con una luna creciente en su frente le habla y le revela que es la reencarnación de una protectora de la Tierra y su misión es defender a los habitantes del planeta. 
Aino acepta la misión y con su magia se transforma en "Sailor V", que combate contra criminales y la Dark Agency, bajo el liderazgo de Danburite.
Uno de sus amores más especiales es Higashi, que posteriormente se revela que es el agente maligno Narciso. En ocasiones cuenta con la ayuda del misterioso Kaito Ace, un joven de carácter heroico.
Finalmente, Minako se da cuenta de que su deber es más importante que el romance y asume su verdadera identidad como Sailor Venus. A partir de ahí, decide buscar al resto de "Sailor Senshi" y a la princesa de la luna.

## Publicación
Su debut fue como número único en agosto de 1991 en la revista Run-Run de Kōdansha. En 1993 volvió a Run-Run como serie abierta hasta terminar en el decimoquinto capítulo en 1997, que fueren agrupados en tres tankōbon. En 2004 y 2014 fueron reeditados en nuevas ediciones de dos Shinsōban. 

### Las ediciones enespañol
Sailor V se publicó en España entre 1998 y 2000, al mismo tiempo que Sailor Moon, por la editorial Glénat en tres tomos y más tarde por Norma Editorial en dos tomos.
En Argentina, se editó con la Editorial Vértice S.R.L., en una revista especializada.[cita requerida]
En el 2018, se editó en Ivrea en dos tomos recopilatorios.

## En otros medios

### Anime
Los editores habían ofrecido a la autora, Naoko Takeuchi, la realización de una serie animada del manga, pero ella quería hacer de su obra algo más compleja y así comenzó el manga Sailor Moon, que más tarde tendría una versión anime.
Code Name Wa Sailor V no cuenta con una versión anime pero sí podemos encontrar en el episodio 42 de Sailor Moon («Sailor Venus no kako, Minako no hiren») una alusión a la historia de Sailor V antes de los sucesos de Sailor Moon. Igualmente en la serie de acción real Pretty Guardian Soldier Sailor Moon, hay un episodio especial "Act Zero" en donde podemos ver cómo Minako llegó a ser Sailor V.

## Similitudes y diferencias con Sailor Moon
La siguiente obra de Naoko Takeuchi, Sailor Moon, parte de esta serie como modelo, pero con algunas diferencias. Son similares: el personaje principal, el héroe auxiliador, los compañeros de clase, el consejero (en este caso los gatos de ambas obras, Artemis y Luna). Ambas obras se asemejan en la cuestión de la mitología, el amor y desamor y los poderes mágicos. De hecho, Sailor V es un inicio de la serie Sailor Moon, quien más tarde aparece en ésta.